# Кичменга
Кичменга (на руски: Кичменьга) е река във Вологодска област на Русия, ляв приток на Юг (дясна съставяща на Северна Двина). Дължина 208 km. Площ на водосборния басейн 2330 km².
Река Кичменга води началото си от Кичменгските блата, на 187 m н.в. и тече в широка и плитка долина по северната периферия на възвишението Северни Ували със стотици меандри. В горното течение прави голяма, изпъкнала на северозапад незатворена окръжност, а в средното и долното течение има югоизточна посока. Влива се отляво в река Юг (дясна съставяща на Северна Двина), на 101 m н.в., в районния център село Кичменгски Городок, в източната част на Вологодска област. Основен приток Шарженга (53 km, ляв). Има смесено подхранване с преобладаване на снежното. Среден годишен отток на 20 km от устието 18,8 m³/s. Замръзва в края на октомври или през ноември, а се размразява през април или началото на май. По течението на Кичменга са разположени няколко, предимно малки населени места, в т.ч. районният център село Кичменгски Городок.